# 500 miles d'Indianapolis 1962

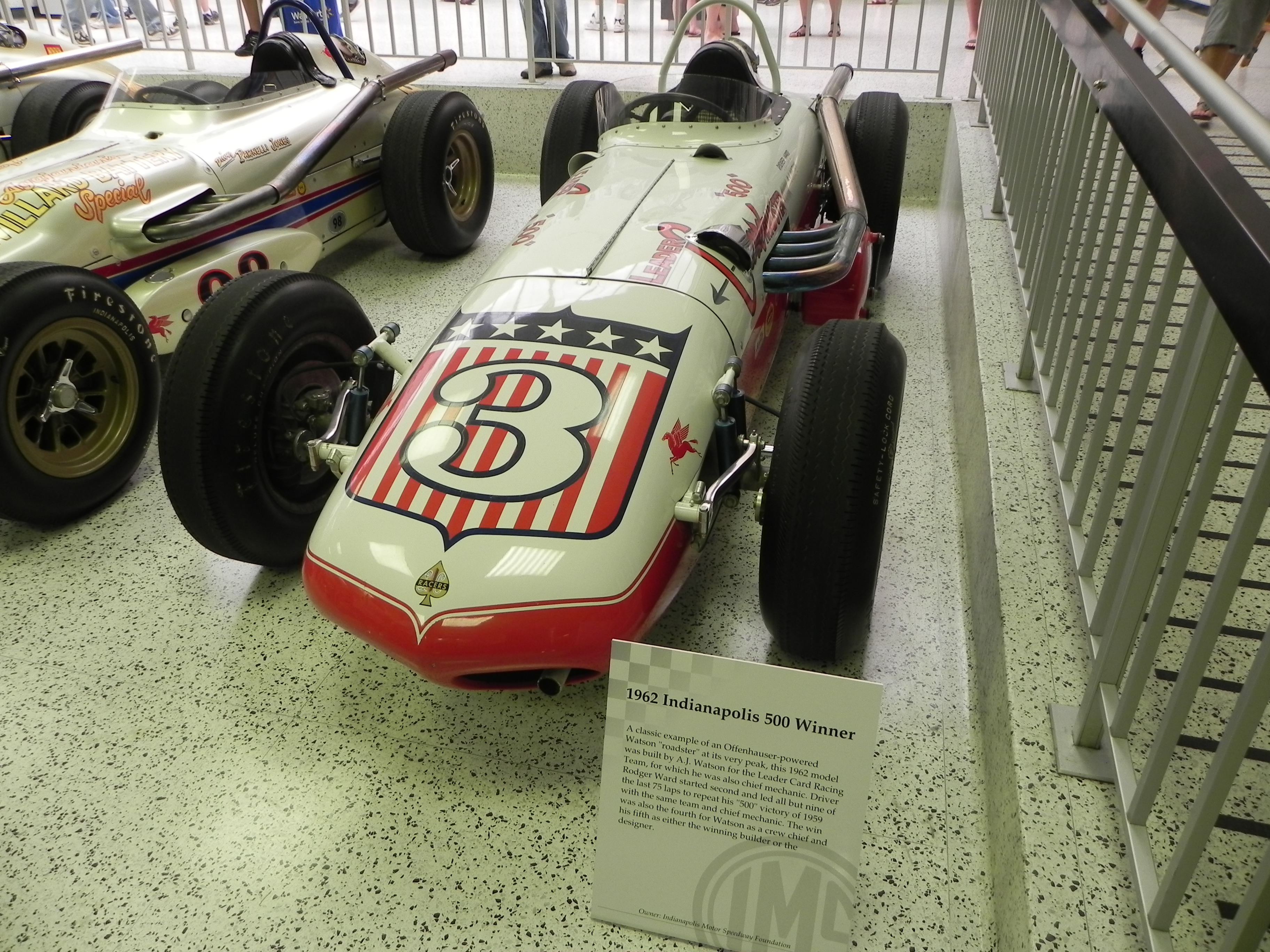
La Watson-Offenhauser de Rodger Ward, victorieuse de l'édition 1962 des 500 miles d'Indianapolis.

Les 500 miles d'Indianapolis 1962, courus sur l'Indianapolis Motor Speedway et organisés le mercredi 30 mai 1962, ont été remportés par le pilote américain Rodger Ward sur une Watson-Offenhauser.

## Grille de départ
| Ligne | Intérieur      | Milieu         | Extérieur        |
| 1     | Parnelli Jones | Rodger Ward    | Bobby Marshman   |
| 2     | Len Sutton     | A. J. Foyt     | Shorty Templeman |
| 3     | Jim McElreath  | Dan Gurney     | Roger McCluskey  |
| 4     | Bud Tingelstad | Don Branson    | Don Davis        |
| 5     | Dick Rathmann  | Paul Russo     | Bobby Grim       |
| 6     | Chuck Hulse    | Elmer George   | Eddie Johnson    |
| 7     | Bob Veith      | Gene Hartley   | Chuck Rodee      |
| 8     | Allen Crowe    | Jim Rathmann   | Lloyd Ruby       |
| 9     | Jack Turner    | Paul Goldsmith | Eddie Sachs      |
| 10    | Johnny Boyd    | Jim Hurtubise  | Troy Ruttman     |
| 11    | Bob Christie   | Ebb Rose       | Jimmy Daywalt    |

La pole a été réalisée par Parnelli Jones à la moyenne de 241,997 km/h.

## Classement final
| no | Pilote            | Voiture                  | Tours | Temps/Abandon   |
| 1  | Rodger Ward       | Watson-Offenhauser       | 200   |                 |
| 2  | Len Sutton        | Watson-Offenhauser       | 200   |                 |
| 3  | Eddie Sachs       | Ewing-Offenhauser        | 200   |                 |
| 4  | Don Davis         | Lesovski-Offenhauser     | 200   |                 |
| 5  | Bobby Marshman    | Epperly-Offenhauser      | 200   |                 |
| 6  | Jim McElreath (R) | Kurtis Kraft-Offenhauser | 200   |                 |
| 7  | Parnelli Jones    | Watson-Offenhauser       | 200   |                 |
| 8  | Lloyd Ruby        | Watson-Offenhauser       | 200   |                 |
| 9  | Jim Rathmann      | Watson-Offenhauser       | 200   |                 |
| 10 | Johnny Boyd       | Epperly-Offenhauser      | 200   |                 |
| 11 | Shorty Templeman  | Watson-Offenhauser       | 200   |                 |
| 12 | Don Branson       | Epperly-Offenhauser      | 200   |                 |
| 13 | Jim Hurtubise     | Watson-Offenhauser       | 200   |                 |
| 14 | Ebb Rose          | Porter-Offenhauser       | 200   |                 |
| 15 | Bud Tingelstad    | Phillips-Offenhauser     | 200   |                 |
| 16 | Roger McCluskey   | Watson-Offenhauser       | 168   | accident        |
| 17 | Elmer George      | Lesovski-Offenhauser     | 146   | moteur          |
| 18 | Troy Ruttman      | Kuzma-Offenhauser        | 140   | moteur          |
| 19 | Bobby Grim        | Trevis-Offenhauser       | 96    | fuite d'huile   |
| 20 | Dan Gurney (R)    | Thompson-Buick           | 92    | mécanique       |
| 21 | Chuck Hulse (R)   | Kurtis Kraft-Offenhauser | 91    | pompe à essence |
| 22 | Jimmy Daywalt     | Kurtis-Offenhauser       | 74    | transmission    |
| 23 | A. J. Foyt        | Trevis-Offenhauser       | 69    | roue perdue     |
| 24 | Dick Rathmann     | Watson-Offenhauser       | 51    | mécanique       |
| 25 | Eddie Johnson     | Trevis-Offenhauser       | 38    | mécanique       |
| 26 | Paul Goldsmith    | Epperly-Offenhauser      | 26    | mécanique       |
| 27 | Gene Hartley      | Watson-Offenhauser       | 23    | direction       |
| 28 | Paul Russo        | Watson-Offenhauser       | 20    | moteur          |
| 29 | Jack Turner       | Kurtis-Offenhauser       | 17    | accident        |
| 30 | Bob Christie      | Kurtis-Offenhauser       | 17    | accident        |
| 31 | Allen Crowe (R)   | Watson-Offenhauser       | 17    | accident        |
| 32 | Chuck Rodee (R)   | Christensen-Offenhauser  | 17    | accident        |
| 33 | Bob Veith         | Elder-Offenhauser        | 12    | moteur          |

Un (R) indique que le pilote était éligible au trophée du "Rookie of the Year" (meilleur débutant de l'année), attribué à Jim McElreath.

## Sources
- (en) Résultats complets sur le site officiel de l'Indy 500